# ジョゼフ・デラグラーブ
ジョゼフ・デラグラーブ（Joe Delagrave、1985年3月21日 - ）は、アメリカ合衆国の車いすラグビー選手。アメリカ合衆国ラシーン出身。

## 略歴
18歳の時、ボートに座った時に頭を打った影響で首を痛めて2008年、車いすラグビーを始めた。なおパラリンピックではロンドン大会・リオデジャネイロ大会・東京大会にアメリカ代表に選ばれてロンドン大会にて銅メダル・リオデジャネイロ大会・東京大会で銀メダル獲得。
そして2021年、東京2020パラオリンピック競技大会アメリカ代表に選ばれて銀メダル獲得。